# Zavraž'e
Zavraž'e è un villaggio della Russia, appartenente allo Jur'eveckij rajon dell'oblast' di Ivanovo vicino a Jur'evec, a 400 km circa da Mosca.
È noto per aver dato i natali al regista Andrej Tarkovskij.